# Atotaixodansa
atotaixodansa és una associació de dansa contemporània formada per amateurs creada a Barcelona l'any 2021.
En el context de la pandèmia de la COVID-19, un grup de participants del projecte Barris en dansa d'Álvaro de la Peña va fundar l'associació amb la intenció de continuar amb el mateix esperit d'obrir la dansa contemporània a qualsevol persona independentment de la seva formació i les seves capacitats. El 2021 es va presentar l'obra Kalinka… dirigida per Mònica Muntaner. L'any següent, Gent del dilluns, gent del divendres, codirigida per Inés Boza i Viviane Calvitti; i en 2023, De tot Kos, de Jordi Cortés. Atotaixodansa és una entitat estable de Can Felipa, a on desenvolupa tallers de formació en dansa i fa divulgació entre tota mena de públics. Des de la seva fundació, és particularment activa en les col·laboracions amb l'escena de la música contemporània improvisada a Barcelona.